# تشارلي برامفيلد
تشارلي برامفيلد (بالإنجليزية: Charlie Brumfield)‏ هو لاعب كرة الراح ‏ ومحامي أمريكي، ولد في 9 يونيو 1948 في أوسيانسيدي في الولايات المتحدة.